# Berny Ulloa
Berny Ulloa Morera (San José, 5 de agosto de 1950) es un exárbitro de fútbol de Costa Rica.

## Trayectoria
Empezó en el Campeonato de Fútbol de Costa Rica 1981, donde llegó al encuentro definitivo del campeonato entre Municipal Limón contra Herediano, siendo estos últimos los vencedores.
Fue el abanderado del famoso partido de cuartos de final de la Copa Mundial de Fútbol de 1986, entre Argentina contra Inglaterra, donde los argentinos se hicieron de la victoria de 2-1. Días más tarde, de nuevo fue asistente en la gran final, volviendo dirigir a Argentina, esta vez contra Alemania Federal, donde Argentina se coronó campeona por 3-2.
También arbitró en la Primera División de México, más precisamente en la semifinal del torneo 1992-93 entre Monterrey contra América, causando controversias en la serie ya que se le acusó como el responsable de la derrota del América por 1-0, ya que le anuló tres goles a ese equipo.